# L'adoració de l'Anyell Místic

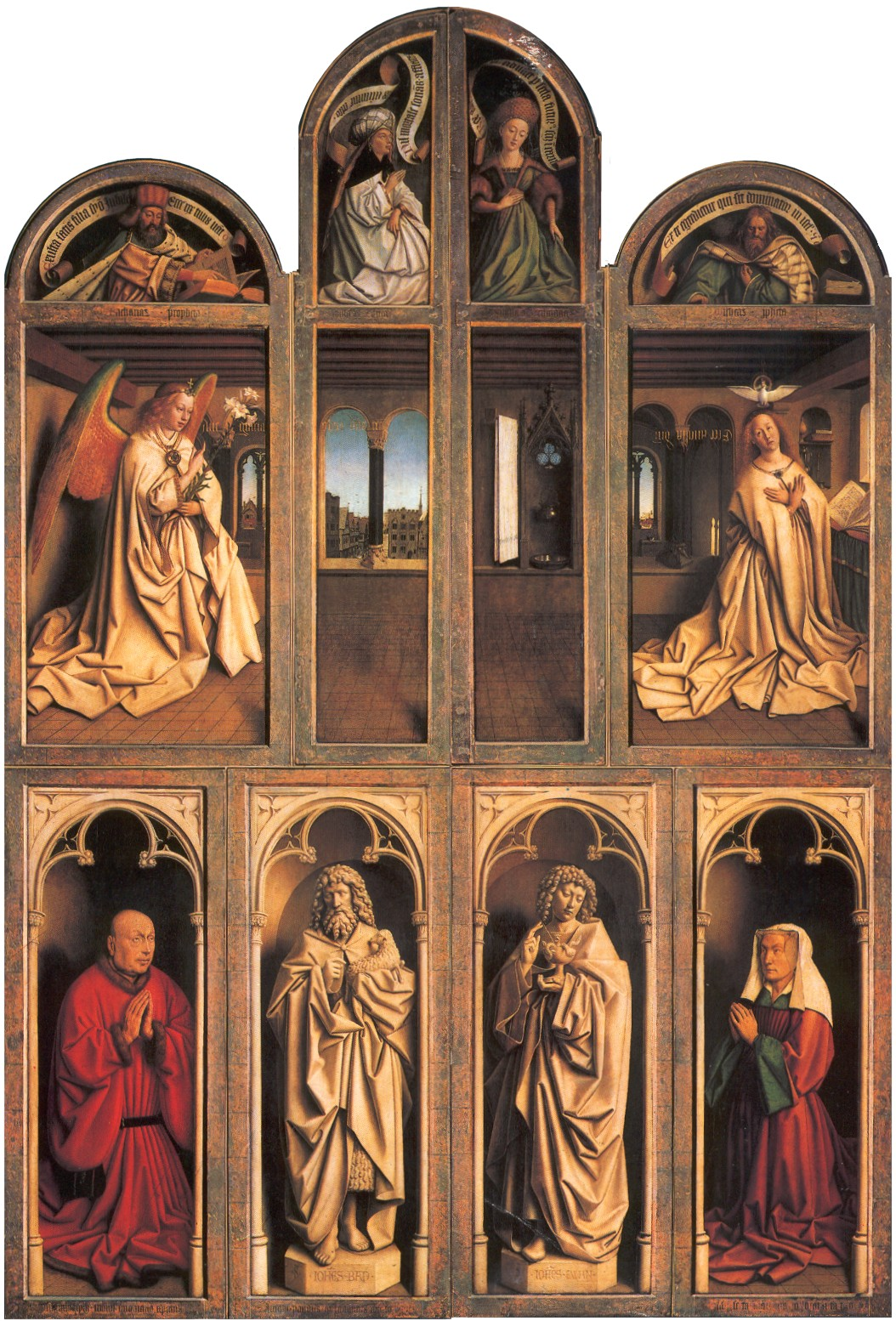
Vista del políptic tancat, amb els plafons pel darrere

El retaule L'adoració de l'Anyell Místic o Retaule de Gant (neerlandès: Het Lam Gods o L'Agnus Dei) és una obra creada per Jan van Eyck l'any 1432. Pertany a l'escola dels primitius flamencs i és un oli sobre taula. És considerada una de les obres mestres de Flandes i un dels tresors mundials.
Es troba a la catedral de Sant Bavó, a Gant (Flandes), si bé no està a la seva ubicació inicial –la capella Joost Vijdt–, d'on va ser traslladat per raons de seguretat dins de la mateixa catedral. Va ser encarregat per un ric comerciant i financer, Joost Vijdt, per a la seva capella privada i de la seva esposa, Lysbette Borluut. El va començar Hubert van Eyck, que va morir el 1426 mentre el feia i el va acabar el seu germà més jove, Jan van Eyck, qui figura històricament com el seu autor. El retaule va aportar una «concepció nova de l'art», en la qual la idealització de la tradició medieval es transformava en una observació precisa de la natura.
És un políptic que consta de 24 escenes compartimentades que presenta dues visions, oberta i tancada, que s'alternen tancant les ales laterals. Amb el retaule obert, la caixa alta (fila) mostra Crist entre la Mare de Déu i sant Joan Baptista; les ales representen uns àngels cantant i fent música i, més a l'exterior, es mostren Adam i Eva. A la caixa baixa, en el plafó central hi ha representada l'adoració de l'Anyell de Déu, amb uns quants grups de figures que es dirigeixen cap al centre de la imatge per venerar l'anyell, i tota l'escena és presidida, en el pla celestial, per l'Esperit Sant. Els dies feiners les ales estaven tancades, mostrant l'Anunciació a Maria i els retrats dels donants, Joost Vijdt i la seva esposa, al costat de dues grisalles de sants.
Segons una inscripció que hi havia al muntant d'un dels panells, escrita en una rima d'un quartet, el retaule va ser iniciat per Hubert van Eyck i, a la mort prematura d'aquest, fou continuat pel seu germà, Jan van Eyck. La inscripció en l'estructura indicava que Hubert van Eyck –maior quo nemo repertus (el més gran de tots)– va començar el retaule, però fou Jan van Eyck –arte secundus (segon millor en l'art)– qui el va acabar el 1432. Els muntants originals, molt decorats, presumiblement enllaçaven les seves formes amb la traceria pintada als panells, però foren destruïts durant la Reforma Protestant. També s'ha especulat que podien haver-se tractat d'una estructura de pedra que encabia els plafons i comptava amb mecanismes horaris per obrir i tancar els finestrons i, fins i tot, fer sonar música.
El plafó inferior esquerre, conegut com Els Jutges Justos, va ser robat el 1934 i no s'ha pogut recuperar. Va ser reemplaçat per una còpia feta el 1945 per Jef Vanderveken. El plafó robat apareix esmentat a la novel·la La caiguda, d'Albert Camus.

## Dades de context

### L'autor

Home del turbant vermell;
un possible autoretrat de Jan van Eyck

Jan van Eyck (1380-1441) és, amb el seu germà Hubert, l'iniciador de l'escola dels Primitius Flamencs. Tots dos van néixer en un lloc proper a Maaseik, a la regió de Limburg. Al començament van treballar plegats, però Hubert va morir el 1426, deixant inacabada aquesta obra. La va continuar Jan, que va viure en un gran benestar econòmic al servei de Felip III de Borgonya.
El seu estil es caracteritza pel hieratisme i la immobilitat, i les seves preocupacions més grans eren la versemblança, la perfecció, el tractament de la llum i la perspectiva. Al costat d'aquesta obra, les més representatives són El matrimoni Arnolfini, La Mare de Déu del canceller Rolin i La Mare de Déu del canonge Van der Paele.

### Relació de l'obra amb la seva època històrica
L'obra va ser pintada a Flandes, durant el segle xv. En aquesta època apareix una societat avançada, amb una economia basada en els productes tèxtils de luxe i en el comerç, afavorit per la seva excel·lent situació estratègica. Per allà passaven les grans rutes comercials terrestres que van des d'Itàlia i França cap a l'Atlàntic nord – a Anglaterra i països nòrdics– i les rutes marítimes que anaven del mar del Nord al Cantàbric. A la burgesia flamenca li agradava el luxe i l'art, d'acord amb el desenvolupament dels seus interessos econòmics i intel·lectuals. Aquestes obres anaven destinades al propi gaudi, és a dir, per tenir-les i lluir-les a casa, o bé a les seves capelles privades, en el que s'anomena la «pintura de devoció». Per aquest motiu es considera que la pintura és una tècnica ideal, manejable, barata i adequada per a reflectir els gustos burgesos.

### L'estil
L'obra està realitzada dins l'estil dels primitius flamencs. L'escola flamenca de pintura va ser una de les més importants del món, des dels seus inicis en el segle XV fins al segle xviii. Per distingir aquest període primerenc del segle XV es fa servir la denominació d'«Escola dels Primitius Flamencs». Aquesta escola acostumava a pintar quadres de temàtica religiosa, que tractaven com a escenes costumistes, encara que també van desenvolupar el retrat i el paisatge. Utilitzaven la tècnica a l'oli i el seu estil es caracteritzava per la minuciositat, el detall en la reproducció d'objectes, el naturalisme i l'amor al paisatge. Entre els artistes més importants d'aquesta escola destaquen Jan van Eyck, autor d'aquesta obra, Roger van der Weyden i El Bosc. A Catalunya cal citar un deixeble seu, Lluís Dalmau, que va realitzar la Mare de Déu dels Consellers amb un estil molt semblant al del mestre.
Vasari va atribuir a Jan van Eyck el descobriment de la tècnica de la pintura a l'oli, tot i que posteriorment ha quedat demostrat que no va ser així, ja que l'ús de l'oli com a vehicle dels pigments ja s'utilitzava en obres pictòriques del segle xiii. El que sí que és destacable és el fet que Van Eyck transformés aquesta tècnica en un procediment d'una gran perfecció, emprant l'oli de llinosa amb altres dissolvents i vernissos que, aplicat en veladures, aconseguia l'assecament de les capes i facilitava les correccions.

## Història

### Autoria
Havien existit dubtes respecte a l'autoria de l'obra i sobre l'existència mateixa de Hubert, el germà de Jan van Eyck. En aquesta època les obres no se signaven i, donada la importància d'aquest retaule, havien sorgit moltes especulacions ja des de temps immemorials. Després de nombrosos robatoris i trasllats, el 1823 va ser netejada per a ser exposada al Kaiser Friedrich Museum de Berlín; en aquesta intervenció es va descobrir al muntant d'un dels panells dels donants una inscripció escrita en una rima en quartet que conté una informació precisa sobre la realització de l'obra i la data de la inauguració oficial. A la inscripció es llegeix el següent:
| Pictor Hubertus e Eyck major quo nemo repertus incepit pondusque Johannes arte secundus (frater) perfecit Judoci Vyd prece fretus VersU seXta Mal Vos CoLLoCat aCta tUerl | → | El pintor Hubert van Eyck el més gran de tots, començà aquesta obra, Jan (el germà), segon millor en l'art el finalitzà per encàrrec de Joos Vijd (el sis de maig 1432) ell li demana per mitjà d'aquest verset tenir cura del que va arribar a ser |

Quan es va descobrir la paraula «frater», la data no era llegible i va caldre realitzar un tractament amb rajos infrarojos. L'any està emmascarat en un cronograma format per les lletres majúscules de la darrera frase que, tractades com a nombres romans (considerant la U = V) i sumant-los, dona 1432. Pel que fa al dia de la presentació, el 6 de maig, era el dia de Sant Joan Evangelista, que al segle xv era el patró de la catedral de Sant Bavó i un dia sagrat per a l'arquebisbat de Tournai, jurisdicció a la qual va pertànyer Gant fins al 1559. A més, el dia de la seva inauguració, a la mateixa capella de la catedral on estava ubicat el políptic, va ser batejat Josep de Borgonya, fill del duc Felip el Bo i Isabel de Portugal.

### Moviments i canvis
Entre 1432 i 1566, l'obra va romandre a una capella de la cripta de l'església de Sant Joan, temple dedicat a Sant Bavó el 1540 i convertit en catedral poc temps més tard. Felip II va estar a punt d'endur-se-la però finalment es va acontentar amb una còpia feta el 1559. L'agost de 1566 es va desmuntar el retaule en peces i fou amagat a la torre per tal de protegir-lo de les revoltes iconoclastes; retornà al seu lloc el 1569. Deu anys més tard, els seguidors de Guillem III d'Orange-Nassau el varen traslladar a l'ajuntament per poder-lo presentar a la reina Elisabet d'Anglaterra. Va retornar el 1587 ubicant-lo a la primera capella del deambulatori del costat sud i amb un altar nou; amb aquest canvi es va perdre l'anterior estructura que alguns historiadors han especulat que era capaç de fer moviment i música.
El 1794, després de la Revolució Francesa, els quatre plafons centrals varen ser confiscats pels exèrcits napoleònics i van passar a formar part del museu del Louvre creat per Napoleó a París. Aquesta exposició va despertar l'interès per la pintura flamenca. Varen ser retornats el 1815 i sis dels plafons de les ales del retaule varen ser empenyorats per la diòcesi de Gant per l'equivalent a 240 lliures esterlines, argumentant que eren «panells bruts i inservibles». El 1816, en no poder saldar el deute, foren comprats pel col·leccionista anglès Edward Solly per uns 4.000 lliures esterlines al comerciant Nieuwenhuys. Després de no trobar un comprador a Londres finalment, el 1821, foren comprats pel rei de Prússia Frederic Guillem III per 16.000 lliures esterlines, un preu enorme per a l'època, i durant moltes dècades foren exhibits a la Gemäldegalerie de Berlín.
El 1822 un incendi a la catedral de Sant Bavó va danyar els panells centrals que van haver de ser restaurats. En aquell temps, per raons morals, s'amagaven les taules d'Adam i Eva i el 1861 varen ser venudes al govern belga que les exposà al museu reial de Brussel·les. El 1914, durant la Primera Guerra Mundial l'exèrcit alemany es va endur els panells que restaven a Gant com a botí. El 1920, gràcies al Tractat de Versalles, Alemanya va haver de tornar els plafons saquejats junt amb els plafons que havien estat comprats de manera legítima a Solly, per ajudar a compensar «altres actes de destrucció» alemanys durant la guerra.
Com que els alemanys varen quedar «amargament ressentits per la pèrdua dels plafons», el 1940, al començament de la Segona Guerra Mundial, Bèlgica va decidir enviar la pintura al Vaticà per mantenir-la segura. La pintura estava de camí cap al Vaticà quan Itàlia va declarar la guerra formant part de les potències de l'Eix al costat d'Alemanya. Llavors, la pintura es va emmagatzemar en un museu de Pau durant la guerra, mentre els representants militars francesos, belgues i alemanys signaven un acord que exigia el consentiment dels tres per poder moure l'obra mestra. El 1942, Adolf Hitler va ordenar, unilateralment, traslladar l'obra a Alemanya per tal d'emmagatzemar-la al castell bavarès de Neuschwanstein, si bé van acabar per emmagatzemar-la en una mina de sal per protegir-la dels atacs aeris aliats. Les autoritats belgues i franceses varen protestar pel que consideraven que era una ruptura de l'acord i una confiscació de la pintura, davant dels «arguments de seguretat» esgrimits pels alemanys; el cap de la Unitat de Protecció d'Art de l'exèrcit alemany, el comte von Wolff-Metternich, no va sostenir aquests arguments i va ser despatxat.
El retaule fou recuperat pels nord-americans després de la guerra i va tornar a Bèlgica en una cerimònia presidida per la reialesa belga al Palau reial de Brussel·les, en la que els 17 plafons foren mostrats a la premsa. Cap oficial francès no va ser convidat a la cerimònia, ja que el govern francès de Vichy havia permès que els alemanys s'enduguessin la pintura cap a Alemanya.
L'any 1986, davant la seva popularitat i el gran nombre de visitants, el retaule fou traslladat per raons de seguretat a una altra capella dins la mateixa catedral; ha quedat protegit darrere un vidre blindat que impedeix la seva manipulació i, per tant, no es pot veure en la seva disposició tancada.

### Robatori de dues taules
El plafó inferior esquerre, conegut com Els Jutges Justos, va ser robat el 10 d'abril de 1934 i no s'ha pogut recuperar. Va ser reemplaçat per una còpia realitzada per Jef Vanderveken el 1945.
La nit del 10 d'abril de 1934 varen robar les taules de Els Jutges Justos i la grisalla de Sant Joan Baptista que hi havia al seu costat. Al cap d'unes setmanes, va aparèixer a l'estació del Nord de Brussel·les la taula de Sant Joan; fou un gest de bona voluntat per part del lladre que havia demanat al bisbe de Gant un rescat d'un milió de francs belgues per al plafó frontal, quantitat que no es va pagar.

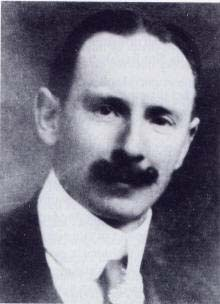
Arsene Goedertier

El 25 de novembre de 1934 el corredor de borsa Arsene Goedertier va revelar al seu llit de mort que ell era l'únic que sabia on estava amagada l'obra, i que s'emportaria el secret a la tomba. Des de llavors, se'l considera com l'autor del robatori tot i que sense cap prova concloent contra ell. Aquest fet va generar tota mena de rumors i especulacions, i diverses persones han afirmat que coneixien el seu parador, però mai no s'ha recuperat la pintura original i es creu que ha estat destruïda.
El 1939, un pintor i copista d'Anvers Jef Vanderveken, pel seu compte va començar a pintar una còpia de l'obra robada. Va fer-ho amb una fusta de roure d'un vell armari que tenia dos segles i guiant-se amb fotografies i la còpia que Michiel Coxie (1499-1592) havia realitzat per Felip II el 1559. Durant la segona guerra mundial va interrompre el seu treball i el 1945 va iniciar la negociació per a la seva venda amb els responsables de la catedral de Sant Bavó. Vanderveken va demanar 300.000 francs belgues pel seu treball –una suma molt elevada en aquella època– però el consell de l'església no hi va estar d'acord. Finalment l'any 1957, després de moltes negociacions, s'arribà a un acord en el qual l'església pagà 75.000 francs i l'estat belga 150.000 francs. El comportament del copista va aixecar el rumor que la taula era l'original robada i que havia estat repintada per Vanderveken, però una anàlisi radiogràfica el 1986 va demostrar que sota la pintura no hi havia cap altra obra.

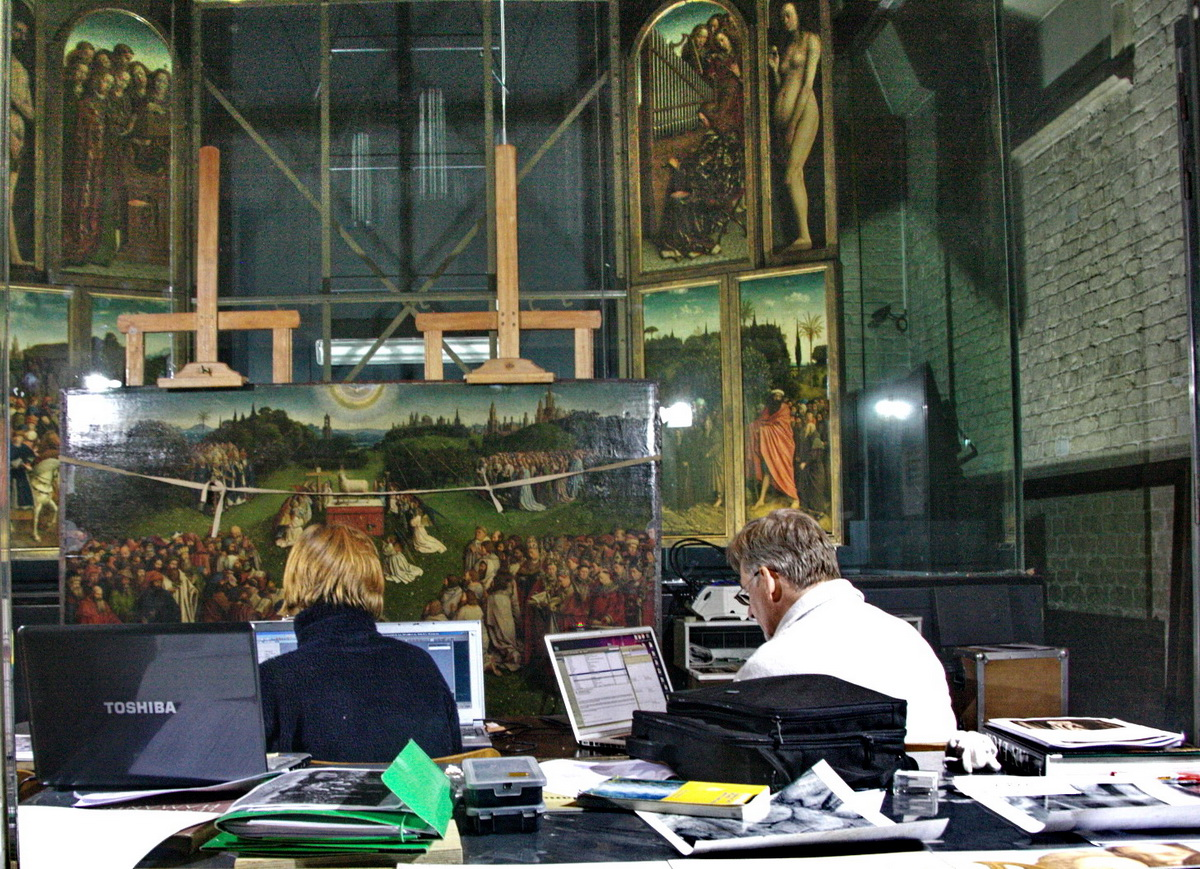
Treballs d'anàlisi espectrogràfica (2010)

### Restauracions
L'obra ha estat restaurada en múltiples ocasions. Va ser netejada i restaurada el 1550 per Jan van Scorel i Lancelot Blondeel, i reparada de diverses mutilacions a causa dels diversos trasllats i desmuntatges, en els que res es va fer per a protegir-la, els anys 1663, 1822, 1828 i 1859. La restauració més important la va realitzar Albert Philippot el 1950-1951, que fou el pare de l'historiador Paul Philippot.
A finals del 2009 l'estat d'alguns panells va començar a ser preocupant i es va portar a terme una nova restauració que anà acompanyada d'un estudi en profunditat dels pigments utilitzats i de l'aplicació de la tècnica a l'oli que havia realitzat Van Eyck; la iniciativa fou especialment important tenint en compte que aquesta va ser una de les primeres obres en que utilitzà aquesta tècnica. En aquesta campanya es van fer estudis sobre l'estat de les capes de la pintura i la composició química dels pigments emprats mitjançant l'anàlisi de raigs X i infrarojos.

## Tema
El tema central de l'obra és la Comunió dels Sants –és a dir, «el nou cel i la nova terra» en paraules de la Revelació de sant Joan–, al voltant de l'altar on se celebra el sacrifici de l'Anyell de Déu, un terme encunyat per Sant Joan Baptista, figura present al retaule. El sacrifici de l'anyell, com a representació de la mort de Crist, està directament relacionat amb la salvació de la humanitat després del pecat original comès per Adam i Eva, que també tenen una presència destacada en el retaule.
El políptic mostra aquesta Comunió dels Sants amb vuit beatituds en referència a l'Apocalipsi (7, 9): «Després vaig mirar i hi havia una multitud immensa, que ningú podria comptar, de tota nació, raça, poble i llengües, dempeus davant del tron i de l'Anyell..». És la forma pictòrica de glorificar, més que a Crist, a l'Església, la qual està representada per l'Anyell que, tot i estar situat en el centre visual de l'obra, té una dimensió insignificant amb relació a la magnificència dels grups que s'hi apleguen, personatges tant de l'Antic com del Nou Testament. L'obra és una afirmació del que ha de ser la vida religiosa catòlica en tots els seus estaments; una Església organitzada amb diferents formes de pietat però dirigides cap a l'Anyell Místic que vessa la seva sang en el calze de l'Eucaristia.

## Anàlisi de l'obra
L'obra gaudeix d'un gran realisme en les formes i els detalls, una característica de l'autor que es pot atribuir al canvi de les tendències teològiques del moment. A l'edat mitjana, la doctrina oficial havia restat valor a les realitats terrenals situant-les en l'escala més baixa de la creació però durant el segle xv, sota la influència dels místics, es produeix un canvi en el pensament religiós i es començà a interpretar el món sencer com l'obra de Déu, un Déu font de tota creació i present en cada element per insignificant que fos. Si abans l'art s'havia focalitzat en el món no visible, en allò que està més enllà del món tangible, l'art de Van Eyck potencia l'observació per sobre de la imaginació, cercant en cada persona, en cada detall, un signe per a interpretar la veritat espiritual i una forma de revelar la dimensió metafísica mitjançant la glorificació dels elements de la creació.
L'autor segueix els mètodes dels Germans de Limburg però arribant a un nivell de perfecció que expressa l'evolució de l'art medieval. L'obra recull una multitud de detalls, edificis, joies, animals i flors; una observació obsessiva de la natura amb uns arbres ja no esquemàtics com a les miniatures dels Limburg, sinó reals i identificables.

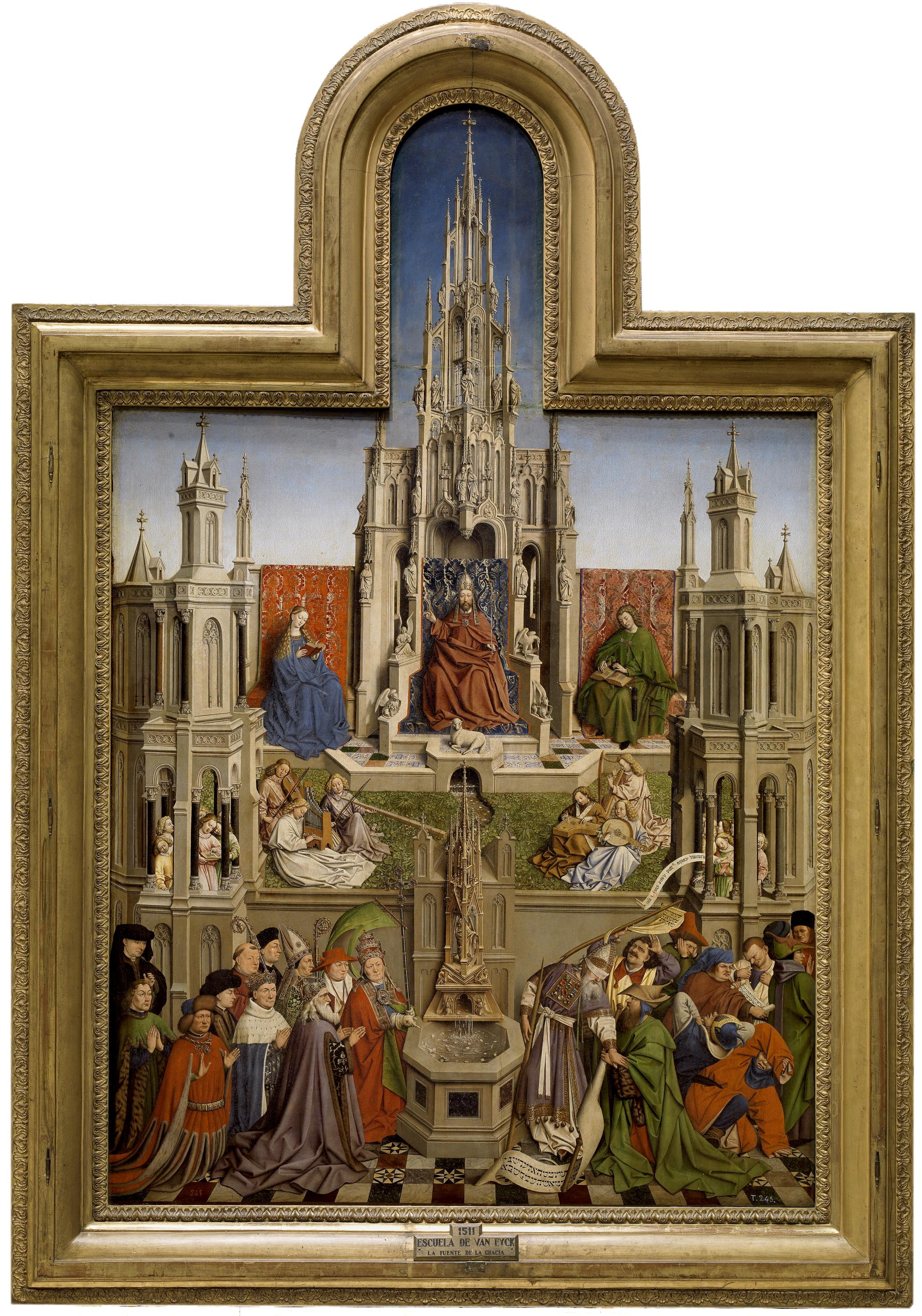
La Font de la Gràcia, 1430 (El Prado)

De la mateixa manera, els personatges estan vius; es pot apreciar la llum reflectida en els ulls, arrugues de la pell, plecs de les vestimentes, volums de figures i edificis, etc. Van Eyck va aplicar una paciència infinita en l'observació i copia amb una exactitud quasi científica.
El retaule podia ser comprès, en general, pel poble cristià, ja que els eren conegudes la sèrie d'escenes historiades que apareixen representades; però la gran quantitat de textos amb inscripcions en llatí que es troben dins mateix de les parts pintades, així com als marcs que les envolten, anaven dirigides a la classe més culta, que era la que gràcies a la seva formació en teologia i llatí tenien l'accés a una comprensió més completa; a aquest fet, hi ajudava també la familiarització amb les figures representades algunes de les quals, sens dubte, corresponien a retrats de personatges contemporanis.

### Influències
Entre els antecedents de l'obra destaca la similitud que s'observa amb La Font de la Gràcia, un quadre del 1430 exposat al Museu del Prado i que és d'autoria discutida. Presenta un contingut amb una estructura similar a la del cos central de L'adoració de l'Anyell: la deisi a la part superior, l'anyell sacrificat, la font de la vida, músics i cantors a banda i banda i, en un primer pla, l'arribada de la comunitat dels sants. No hi són presents Adam i Eva, amb el que s'eliminen les referències explícites al pecat original, i el nombre de grups de persones que s'acosten a l'anyell es redueix a dos. L'obra ha estat atribuïda a Van Eyck, que l'hagués realitzat durant la seva estada a Espanya, però també podria correspondre al seu taller a partir del políptic.
La influència que Van Eyck exercí sobre altres pintors va ser més gran fora de Flandes que entre els seus compatriotes. L'alemany Conrad Laib va adoptar el seu lema Als ich kan («Faig el que puc») traduint-lo per Als ich chun i va inspirar-se clarament en els cavallers del políptic per a la seva Crucifixió, una obra que actualment es troba al museu Belvedere, a Viena. Al Staatliche Museen de Berlín hi ha una Anunciació del mestre d'Albrecht, on l'autor reprodueix l'ambientació de l'escena de l'Anunciació de l'Anyell, amb l'aiguamans i la gibrella. L'escena de l'Anunciació de la representació de llibres al costat de la Mare de Déu apareix reproduïda a la Nativitat de Hans Multscher, obra que es troba a la Gemäldegalerie (Berlín).
Barthélemy d'Eyck, un artista que probablement estava emparentat amb Jan van Eyck, és l'autor de l'Anunciació d'Ais on els personatges estan situats en la mateixa disposició que en aquesta obra, si bé emmarcats dins d'una església d'acord amb la tradició francesa. Les ales d'aquest retaule, on apareixen els profetes Isaïes i Jeremies –actualment separades de la taula central i exposades al Museu Boijmans Van Beuningen (Rotterdam) i al Museu Reial de Belles Arts de Bèlgica (Brussel·les)–, estan ubicades dins de fornícules amb llunetes a sobre, com s'observa en la visió tancada del políptic.
En el cas de la Mare de Déu dels Consellers, de Lluís Dalmau, artista que va estar treballant al taller de Van Eyck el 1432, any en què es va acabar el políptic, s'observa una clara influència en els cantors que apareixen en ambdues obres. En el terreny més tècnic, un estudi recent de les capes pictòriques del retaule de Dalmau posa de manifest que la tècnica seguida per a preparar les taules abans de ser pintades era el mateix que s'havia fet servir en el políptic. Aquesta tècnica consisteix a aplicar una capa impermeabilitzant sobre de la capa de preparació i és la mateixa que s'ha trobat al políptic. També cal destacar que la tècnica no era aplicada pels seus contemporanis Bernat Martorell ni Jaume Huguet.
Pel que fa a la repetició del tema, més enllà de l'obra contemporània comentada, La Font de la Gràcia, es va seguir recreant en la mesura que es tracta d'un passatge de l'Apocalipsi, si bé amb molta menys espectacularitat i una menor càrrega simbòlica. Es poden trobar alguns exemples en l'obra de Matthias Gerung (1500-1570) o en un dels tapissos fets el 1554 a Flandes segons cartons de Bernardo Van Orley que actualment es troben al Palau Reial de La Granja de San Ildefonso.

## Descripció de l'obra

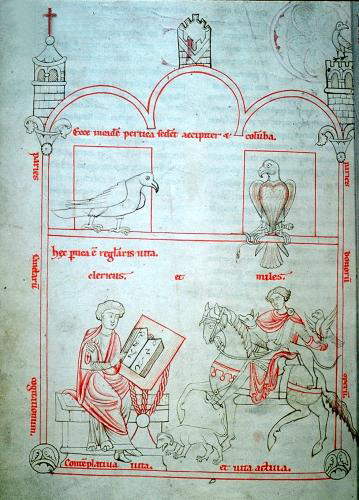
Liber Avium (c.1200) (Abadia de la santa Creu, als boscos de Viena)

El políptic consta de 24 escenes compartimentades que presenta dues visions: oberta, amb múltiples imatges d'uns colors vius que es reservava pels dies de festa, i tancada, que presenta un aspecte més sobri amb les imatges dels donants i de sants en grisalles. Originalment va estar complementat amb una predel·la que representava l'Infern, segons el cronista Marcus van Vaernewijck, que podria haver desaparegut durant el segle xvi quan es va renovar l'altar original. En tot cas, no va formar part de la còpia feta per a Felip II per Michiel Coxie. El políptic forma un tema complex i ambiciós, molt ben desenvolupat, envoltat de dogmatisme, amb prop de dos-cents cinquanta personatges.
Amb el retaule obert, la caixa alta mostra Crist entre la Mare de Déu i sant Joan Baptista; les ales representen àngels cantant i fent música, i més a l'exterior apareixen Adam i Eva. A la caixa baixa, hi figura el tema central de l'obra: la comunió dels sants. Els cinc panells del nivell inferior retraten els sants que representen les vuit beatituds, i estan reunits al voltant de l'altar on se celebra el sacrifici de l'Anyell de Déu, al bell mig d'un jardí paradisíac que ha sorgit amb la seva sang; presidint tota l'escena, s'hi troba l'Esperit Sant.
Amb el retaule tancat, a la caixa alta presenta l'escena de l'Anunciació a Maria. A la caixa baixa, es pot veure als panells exteriors el retrat dels donants i als dos panells interiors, les imatges en grisalla de Sant Joan Baptista i Sant Joan Evangelista. Al capcer hi ha una mena de llunetes amb les imatges dels profetes Zacaries i Miquees, i les sibil·les de Cumes i Èritres. El format del retaule fa referència al domus (casa), que en la interpretació medieval de la Bíblia es relaciona amb l'església. La distribució del retaule en la posició tancada podria estar inspirada en manuscrits il·luminats medievals com el Liber Avium de l'any 1200.

### Retaule obert

#### La deisi

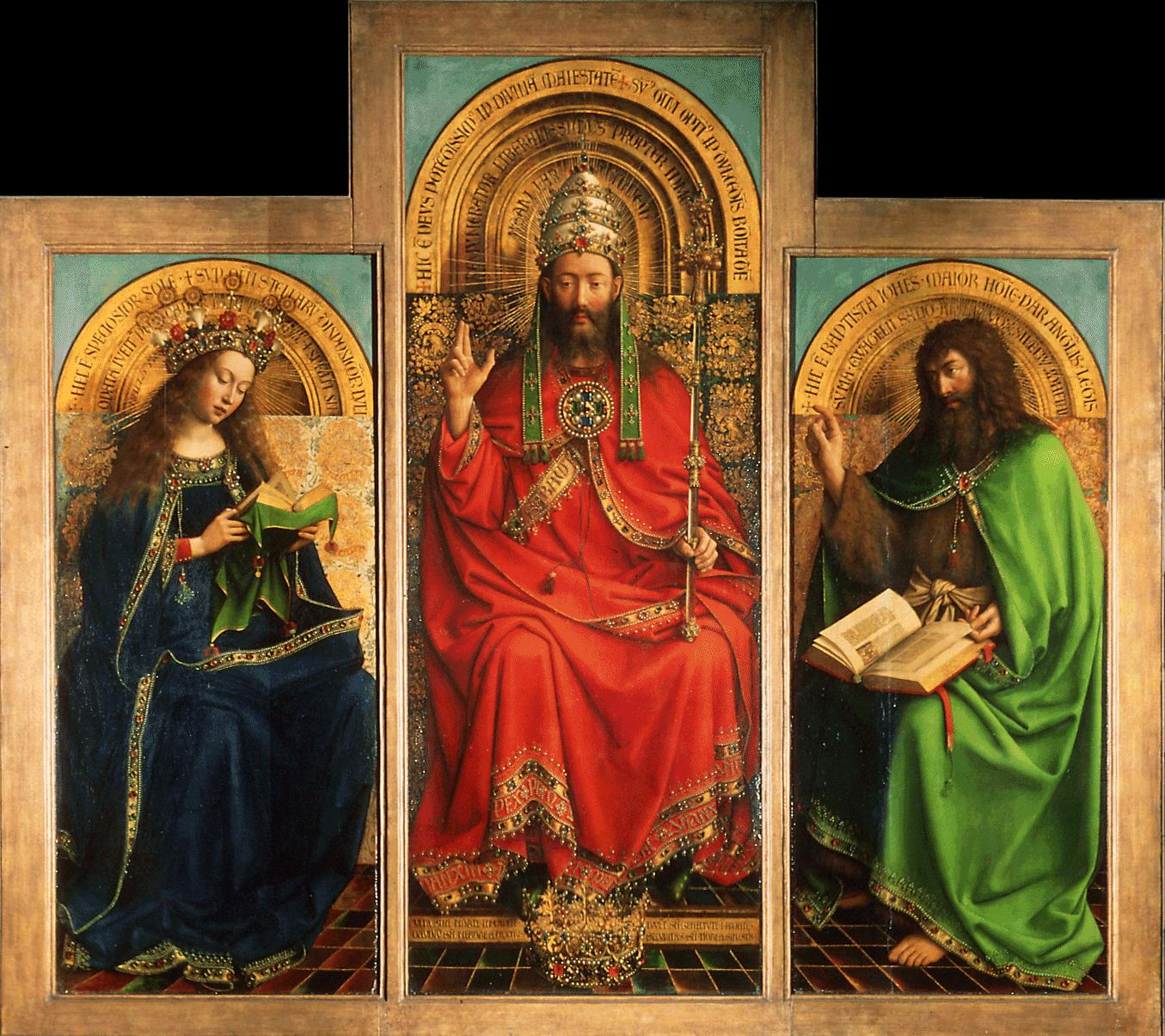
Deisi: La Mare de Déu, Déu Pare i sant Joan Baptista

Els tres plafons centrals superiors mostren: a l'esquerra la Mare de Déu, i a la dreta sant Joan Baptista; però la identitat de la figura central és confusa i ha conduït a diversos debats. N'hi ha qui assegura que aquesta figura és Crist en el moment del triomf i que apareix com un sacerdot, i n'hi ha d'altres que opinen que representa el Déu Pare o la Santíssima Trinitat, tot en una única persona. El fet que la figura porti una tiara triple podria donar una certa credibilitat a aquesta segona teoria.
Tot i que formen una deisi, les imatges de la Mare de Déu i sant Joan Baptista no estan en una actitud orant o d'intercessió, sinó que llueixen per la seva majestuositat, cadascuna de forma independent, de tal manera que transmeten poc calor humà.
La Mare de Déu apareix com a regina coeli lleugerament inclinada sobre el llibre, llegint les Sagrades Escriptures. Llueix una corona de disseny floral, ricament decorada amb perles i gemmes, i sobre ella hi ha uns estels com els de la corona de la dona apocalíptica del llibre de la Revelació.
El Crist porta un fermall amb la paraula «Sabaoth» que vol dir «Senyor dels exèrcits»; a la túnica, escrit en alfabet grec i llatí barrejat, apareixen les paraules «Rex Regum Dominus Dominatium». Als seus peus hi ha dipositada una corona amb una inscripció a cada banda: «Vida sense mort al seu cap» i «Joventut sense vellesa al seu front».
Està representat en Maiestas Domini, una forma molt popular dins l'art romà d'Orient. L'expressió Rex Mundi, que apareix brodatda als seus vestits, recorda lleugerament a la cultura dels càtars, que la feien servir per designar al governador del diable. La imatge està ricament vestida de vermell, portant una triple tiara papal i un ceptre, l'emblema de la seva sobirania; la seva mà s'aixeca en el gest de la Segona Vinguda. El medalló rodó que porta al pit està decorat amb quatre gemmes, que formen una creu, i una gemma amb forma de punta de diamant al centre. Els motius de la tela amb brocat d'or que hi ha darrere seu simbolitzen el sacrifici de Crist: raïm, i un pelicà que alimenta les cries amb la sang que brolla del seu propi pit.
Sant Joan Baptista, que segons el relat evangèlic era un predicador ambulant amb roba d'ermità, es mostra aquí vestit de manera elegant. La vestimenta de pell està treballada com si fos un vestit i per sobre està cobert amb un mantell de color verd, símbol de la seva iniciació, brodat amb pedreria. La importància d'aquesta imatge està relacionada amb el patronatge del sant sobre la ciutat de Gant i, en concret, de l'església on s'ubica el retaule. Tot això abans que aquesta es convertís en catedral i canvies d'advocació a sant Bavó. Van Eyck no el presenta acompanyat del seu atribut característic, el xai, sinó com un erudit, un doctor en lleis. Sosté oberta la Bíblia en la cita d'Isaïes［Isaïes 40,1-3］ que diu: «Consoleu al meu poble, diu el seu Déu... Una veu proclama al desert: prepareu el camí del Senyor!»

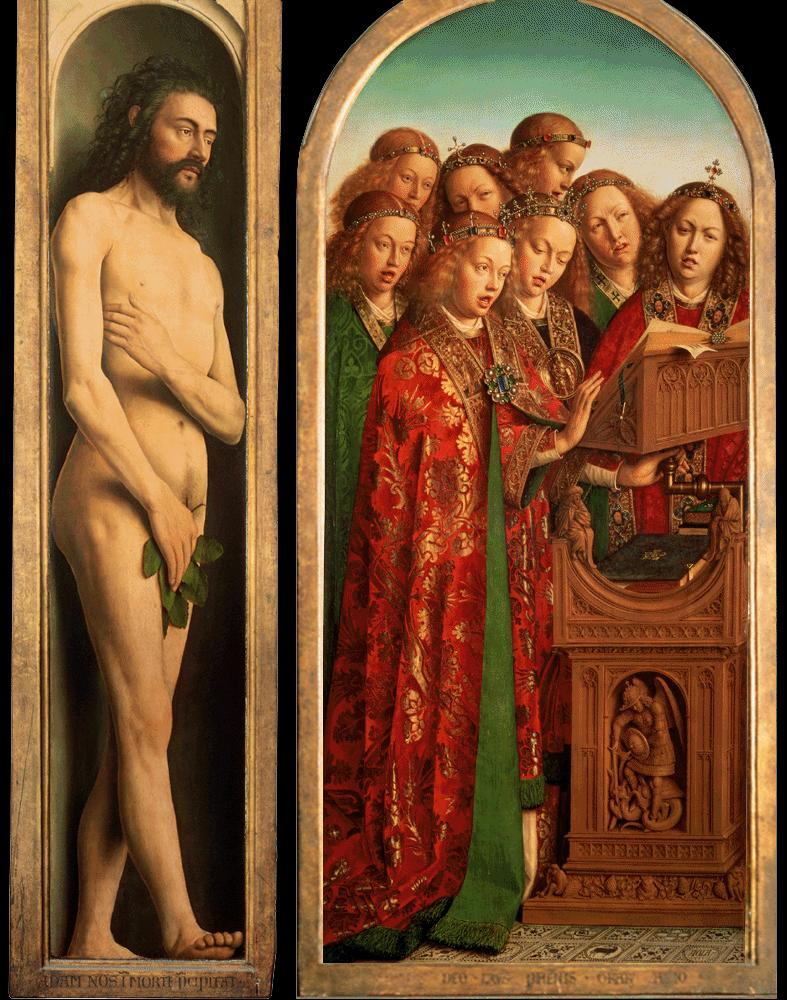
Adam i els àngels cantors (ala esquerra)

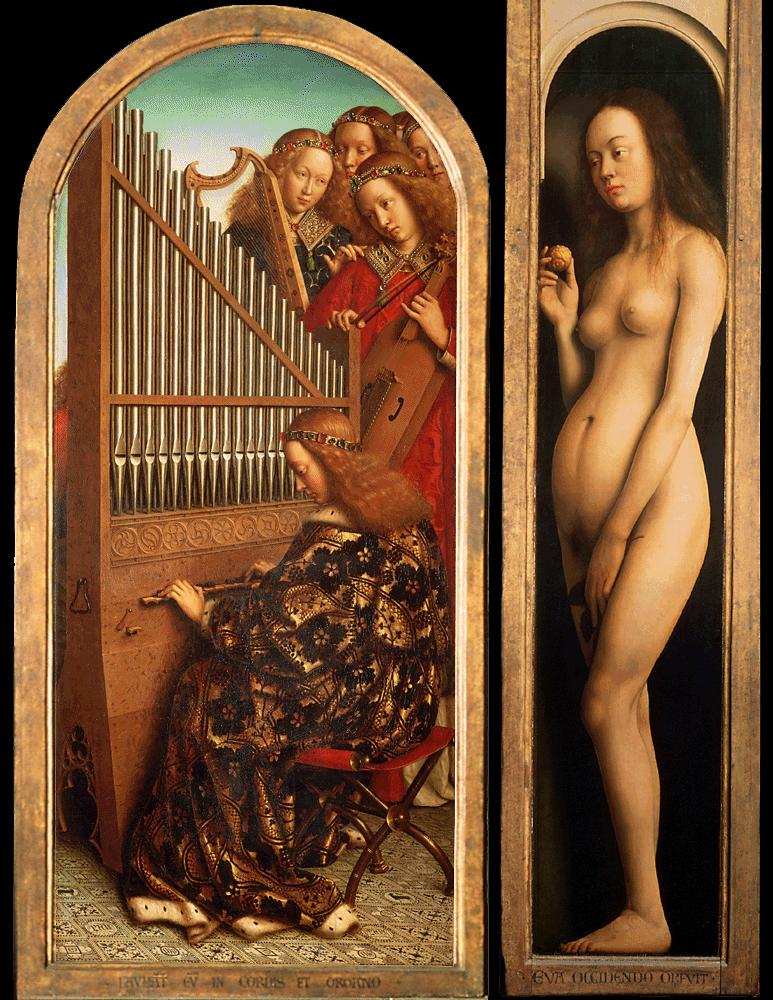
Eva i els àngels músics (ala dreta)

#### Àngels cantors
A la caixa alta, envoltant les tres figures centrals, apareixen ens dos panells àngels sense ales: uns fent música i altres cantant. Les robes, els instruments i el terra estan realitzats amb un detall notable.
Els àngels cantors del panell de l'esquerra porten unes vestimentes litúrgiques pròpies del començament del segle xv, i interpreten el Gloria. Van Eyck incorpora la influència de l'Ars nova, un corrent introduït a Borgonya per Guillaume Dufay i Gilles Binchois, mestres de capella a qui Van Eyck va retratar. A l'Ars nova la música apunta cap a la naturalitat i la melodia expressa estats d'ànim. El realisme de Van Eyck aconsegueix que es puguin identificar les veus dels àngels; els que tenen la boca molt oberta corresponen als tons baixos i els que tenen arrugues al front són tiples. Estan agrupats al voltant d'un faristol giratori muntat en un moble ricament tallat amb una imatge de sant Miquel que mata el drac i dos petits personatges identificats com a profetes, un d'ells Isaïes.
Al panell dels músics, un àngel toca un orgue mentre que altres dos, que tenen una arpa i una viola, escolten mentre esperen el moment d'actuar. A les rajoles del terra es pot llegir la inscripció AGLA que Filip Coppens interpreta com l'anagrama del conjur cabalístic màgic de protecció Atta Gibbor Le'olam Adonai (El Senyor és sempre totpoderós).

#### Adam i Eva, Caín i Abel

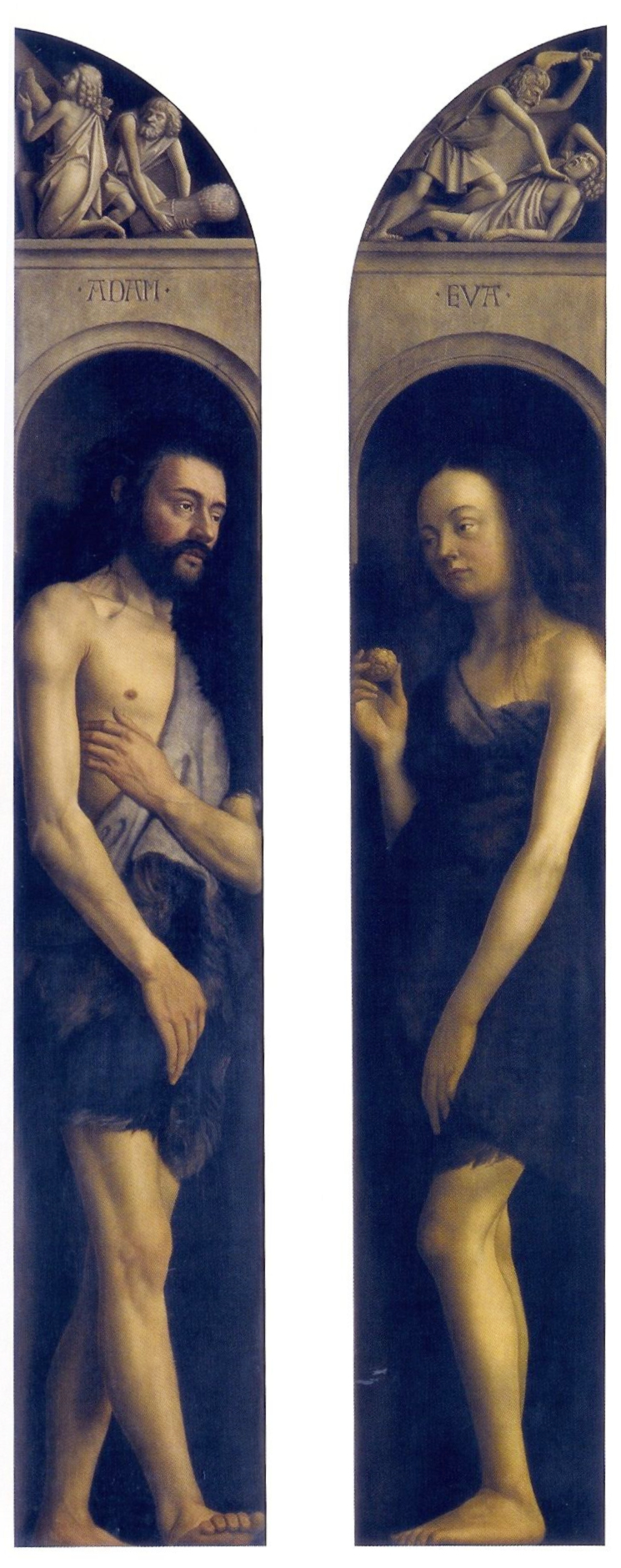
Reproducció vestida d'Adam i Eva del s. XIX

Els dos plafons superiors dels extrems mostren Adam i Eva –a l'esquerra i a la dreta respectivament–, ambdós mirant cap a les figures centrals. Estan totalment despullats cobrint-se només amb fulles de figuera; Eva està sostenint una fruita que no és, de fet, la poma tradicional, sinó un petit cítric conegut com a la poma del Jardí de l'Edèn.
A la figura d'Adam Van Eyck va utilitzar el recurs pictòric del trompe-l'oeil, amb la qual cosa sembla que Adam camines cap a fora de la pintura, fet que crea un efecte tridimensional. La seva nuesa, reflectida en unes imatges tan grans, fou tota una innovació a l'època i trencava amb la visió idealitzada del cos heretada dels antics grecs i romans, visió que fins i tot varen mantenir els primers mestres del renaixement italià. El seu realisme va escandalitzar les generacions posteriors que varen fer una versió vestida amb uns parracs de pell; són unes taules del segle xix que encara es conserven a la catedral de Sant Bavó.
El cos d'Eva està captat amb tant de realisme que recull la deformació anatòmica resultant del tipus de vestit de moda al segle xv, amb carcasses rígides que estrenyien el tòrax, aixecaven el pit i modificaven els malucs produint una estètica que també queda ben recollida al Matrimoni Arnolfini. Destaca també el tractament que fa del pèl púbic amb una fidelitat impensable en altres autors.
Per sobre d'ells, unes grisalles representen Caín i Abel. En una, Abel està sacrificant el primer anyell en ofrena a Déu mentre que Caín ofereix una part de les seves collites al Senyor. En l'altra, es representa l'assassinat d'Abel que és atacat per Caín amb una maixella de ruc; segons la Bíblia, Caín estava gelós després que el Senyor valorés més l'ofrena d'Abel. Van Eyck va fer les pintures simulant estàtues per així donar més profunditat a la imatge.

#### Panell central
Els cinc plafons inferiors mostren l'adoració de l'Anyell de Déu, amb vuit grups de persones que es dirigeixen cap al centre, des dels costats, per anar a venerar l'Anyell. Quatre d'aquests grups es troben al panell central i la resta ocupen panells específics a banda i banda del central.
El panell central mostra més contingut, tant de personatges com de simbolisme. Al centre, a sota de la corona que hi ha als peus del Rex Mundi del panell superior, hi ha una alineació vertical d'un colom –que representa l'Esperit Sant i que porta un halo (símbol característic–, l'Anyell que vessa la seva sang i la font de la vida. Respon a la simbologia recollida a l'Evangeli segons Joan ［Joan 5:8］ on es diu: «I tres són els que donen testimoni a la terra, l'Esperit, l'aigua i la sang, i aquests tres concorden en un».
L'Anyell és la figura central, i està situat dempeus sobre un altar de color vermell amb una inscripció: «Ecce Agnus Dei qui tollit peccata mundi» («Aquest és l'Anyell de Déu que treu els pecats del món»). Per un tall al coll està vessant la seva sang sagrada dins del calze. L'envolten catorze àngels amb ales multicolor que agenollats estan venerant l'Anyell; els dos que es troben davant l'altar sacsegen uns encensers. Tot i no mostrar-se el sacrifici del propi cos de Crist, darrere l'Anyell estan presents els instruments de martiri: la creu i la columna de flagel·lació.
En un primer pla, més a prop de l'observador, hi ha la font de la vida amb la inscripció: «Hic est fons aque vite procedens de sede Dei + Agni» (Aquesta és la font de l'aigua de la vida que mana del tron de Déu i de l'Anyell). La forma octogonal de la pica simbolitza la perfecció del Regne de Déu, i la Resurrecció, que dona una nova vida als fidels. La identificació medieval de la font amb la pila baptismal permet relacionar el pecat original amb el sacrifici de Crist i el baptisme com a camí de salvació. La presència de l'altar –que a la litúrgia medieval es considerava el sepulcre de Crist– darrere la font dona a entendre que amb el baptisme els creients passen a formar part de l'Església.
Els grups que es dirigeixen cap a l'Anyell des de les quatre cantonades del panell, estan agrupats segons les categories de la lletania. Els dos grups més propers a l'observador estan ubicats als costats de la font de la vida. El de l'esquerra està format per profetes jueus agenollats que sostenen la Bíblia, als que segueixen filòsofs i escriptors pagans; provenen d'arreu del món com s'observa pels trets orientals d'alguns d'ells, i els diferents tipus de barrets i gorres que duen. Es pot distingir Virgili, vestit de blanc amb la seva corona de llorer; al seu costat hi ha el profeta Isaïes que sosté una branca que simbolitza la seva profecia que manifesta que Crist és com una branca del tronc de l'Arbre de Jessè. En el grup de la dreta de la font hi ha els dotze apòstols amb capes marrons i, darrere d'ells, sants masculins, entre ells papes (amb tiara), abats (amb mitra) i altres membres del clergat que duen sumptuoses joies i vesteixen en el vermell brillant del martiri. Es poden reconèixer sant Livinus de Gant i sant Esteve, que porta les pedres amb les que el van lapidar.
Els dos grups del fons surten dels boscos caminant cap al centre de la composició. El grup de la dreta el formen les sagrades verges, algunes de les quals es poden reconèixer pels atributs que porten. Es pot identificar a Agnès (xai), Bàrbara (torre), Caterina (espasa i roda), Dorotea (pom de flors) i Úrsula; la majoria porten corones de flors i la palma del martiri. Finalment, el grup de l'esquerre està compost pels confessors de la fe, un grup compacte en el que gairebé tots vesteixen molt luxosament i de color blau.
|  |  |  |

Al fons de tot de l'escenari, darrere dels boscos, hi ha una ciutat que representa la Jerusalem Celestial esmentada a l'Apocalipsi de Sant Joan (cap. 21). Té una estètica clarament contemporània, si bé a l'angle superior esquerra es pot observar la torre de sant Anastasi de Jerusalem, que figurava com a principal edifici en les guies de viatge medievals.

#### Panells laterals
Als costats del plafó central hi ha unes taules amb representacions de quatre grups més en actitud d'adoració de l'Anyell. Als dos plafons de l'esquerra –«Els Jutges Justos» i els «Cavallers de Crist»–, apareixen personatges distingits, membres de la noblesa i defensors de la cristiandat. A la dreta hi ha dues taules amb ermitans i pelegrins.
La pintura Els Jutges Justos, ubicada a l'extrem inferior esquerre del retaule, es va fer famosa, ja que el 1934 va ser robada i fou substituïda per una còpia, obra de Jef Vanderveken, un destacat restaurador del gòtic flamenc; Vanderveken es basà en fotografies antigues i en la reproducció que Michiel Coxie havia fet per a Felip II. La còpia de Vanderveken va ser fruit d'una llarga negociació, durant la qual alguns van sospitar que el copista era el culpable del robatori. Fou acusat d'estar en possessió de l'original i no d'una còpia fins que va mostrar als seus acusadors que un dels personatges tenia el perfil del, aleshores, rei de Bèlgica, Leopold II. Aquesta diferència, l'eliminació d'un anell de la mà d'un dels jutges i la reducció de la mida d'un dels barrets per permetre mostrar la cara completa d'un altre personatge, varen ser les tres llicències que el copista es va permetre en la seva reproducció.
En les figures del plafó original s'ha volgut veure personatges coneguts de l'època. Una tesi deia que el primer i quart genet eren els germans Van Eyck, però una altra opinió apunta que es tractava dels quatre ducs de Borgonya Felip II l'Agosserat, Lluís II de Flandes, Joan sense Por i Felip el Bo. Cap d'aquestes hipòtesis mai han estat contrastades.
La pintura «Els Cavallers de Crist», ubicada a la part inferior central i a l'esquerra, recull l'essència d'una figura molt característica de l'edat mitjana, la del Miles Christi, que respon al perfil d'un cristià defensor de la fe, expert en les armes, fort i aguerrit, un personatge poderós que propiciava la creació i desenvolupament d'ordes militars, de monjos-guerrers com, per exemple, els templers, els cavallers de l'Orde de Malta o els croats. Van Eyck presenta en aquest grup personatges distingits per haver estat importants cavallers de la cristiandat, com foren Carlemany –al fons, amb la corona d'emperador–, i els sants guerrers –en primera línia, Sant Martí, Sant Jordi o Sant Sebastià–. També hi ha cavallers i mandataris com Godofred de Bouillon –sobre una mula blanca–, el rei francès Sant Lluís, el rei Artús o el duc de Berry, entre d'altres.
A la dreta veiem dues taules amb ermitans i pelegrins. Si els panells dels «Jutges» i els «Cavallers» representen la vida activa del cristià, aquí es presenta la vida passiva, la de la contemplació i la pregària. Al davant dels ermitans destaca sant Antoni Abat; més enrere, el segueixen Maria Magdalena i Maria Egipcíaca. Al capdavant del grup de pelegrins, hi ha el gegantí sant Cristòfor, el patró dels viatgers; darrere el segueixen Sant Jaume i Sant Josep.
|  |  |

##### El panells laterals i els donants
Més enllà del seu significat iconogràfic en la que queden representades les vuit beatituds, aquestes escenes han estat també interpretades tenint en compte el donant, Joos Vijd. Així, els «Cavallers de Crist» es relacionarien amb el seu pare, Clais, que pertanyia a la noblesa, i el suport que va donar a Lluís II de Flandes durant la revolta de Gant el 1381. Els «pelegrins» estarien liderats pel seu germà Cristòfor, a més de fer referència a l'hospici per a pelegrins creat per Vijd. Els «ermitans» farien referència a la cartoixa de Rooigem apadrinada per Vijd i lloc on estava enterrat el seu pare.
El conjunt dels quatre panells evoca la família del donant, que s'està dirigint cap al paradís com un acte final del seu pas per la terra; cap dels dos germans Vijd va tenir descendència. De fet, cal considerar que la riquesa de tot el políptic i la importància del cost de l'obra i de la capella és una iniciativa dels donants per a obtenir beneficis per a les seves ànimes en el més enllà.

#### Detalls
Van Eyck va parar atenció tant en la bellesa de les coses terrenals com en els temes religiosos. La roba i les joies, la font amb gemmes al fons del petit riu on desaigua, la natura que envolta l'escena, les esglésies i el paisatge del fons, tot era pintat amb un detall notable. El paisatge mostra una gran riquesa en el detall de la vegetació, que en molts casos també incorpora plantes i arbres tropicals, amb el que es vol donar a entendre que l'església és universal (Efesios 2:11ss). En les pintures dels ermitans i dels pelegrins apareixen xiprers i palmeres mediterrànies que el pintor conegué durant els seus viatges per Portugal, Espanya i Itàlia. A les pintures dels jutges i els cavallers, per contra, la vegetació és més pròpia de la regió de la Borgonya i Flandes. Alhora, amaguen tota una simbologia: xiprers simbolitzant l'etern regnat de Déu, la palma és la victòria del martiri sobre la mort, les verges porten una branca d'olivera, i les magranes simbolitzen la fertilitat de la fe, tal com es manifesta en el Cantar dels Cantars (4:13).

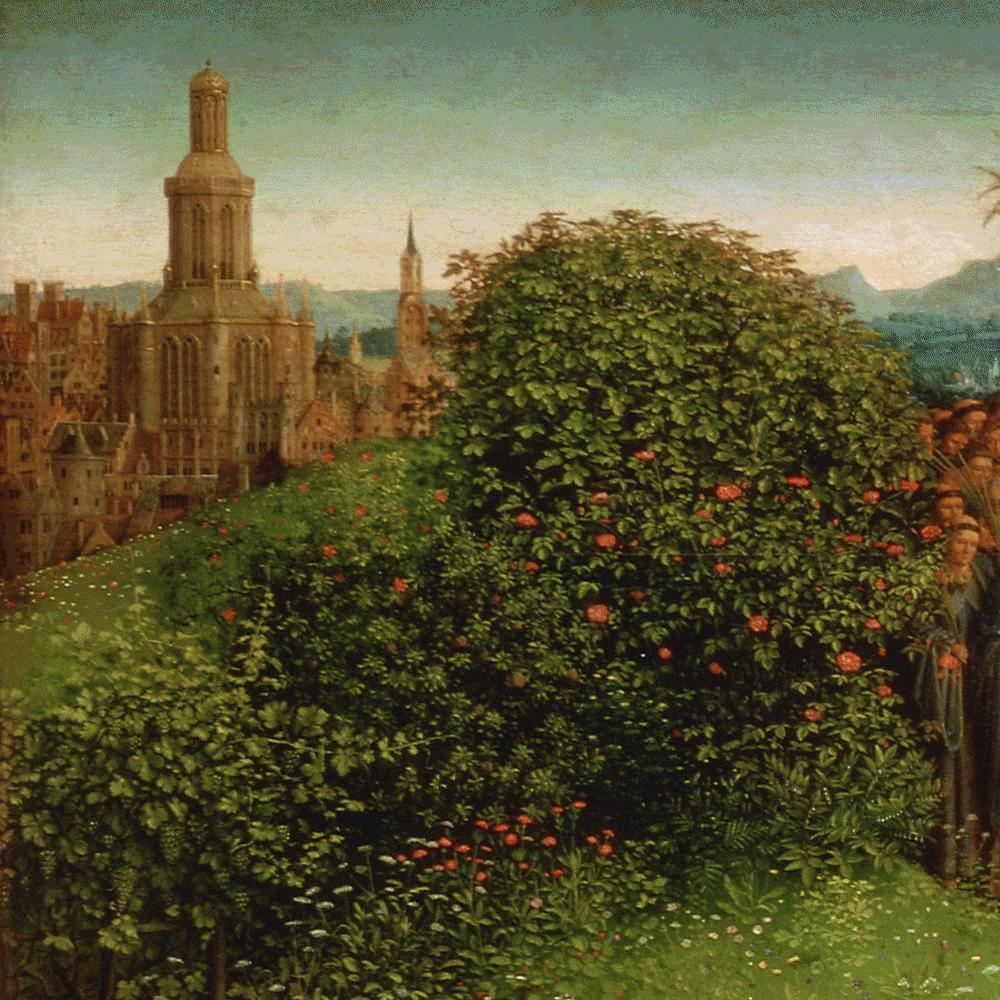
La Torre de sant Anastasi de Jerusalem, darrere de flors i raïms mediterranis
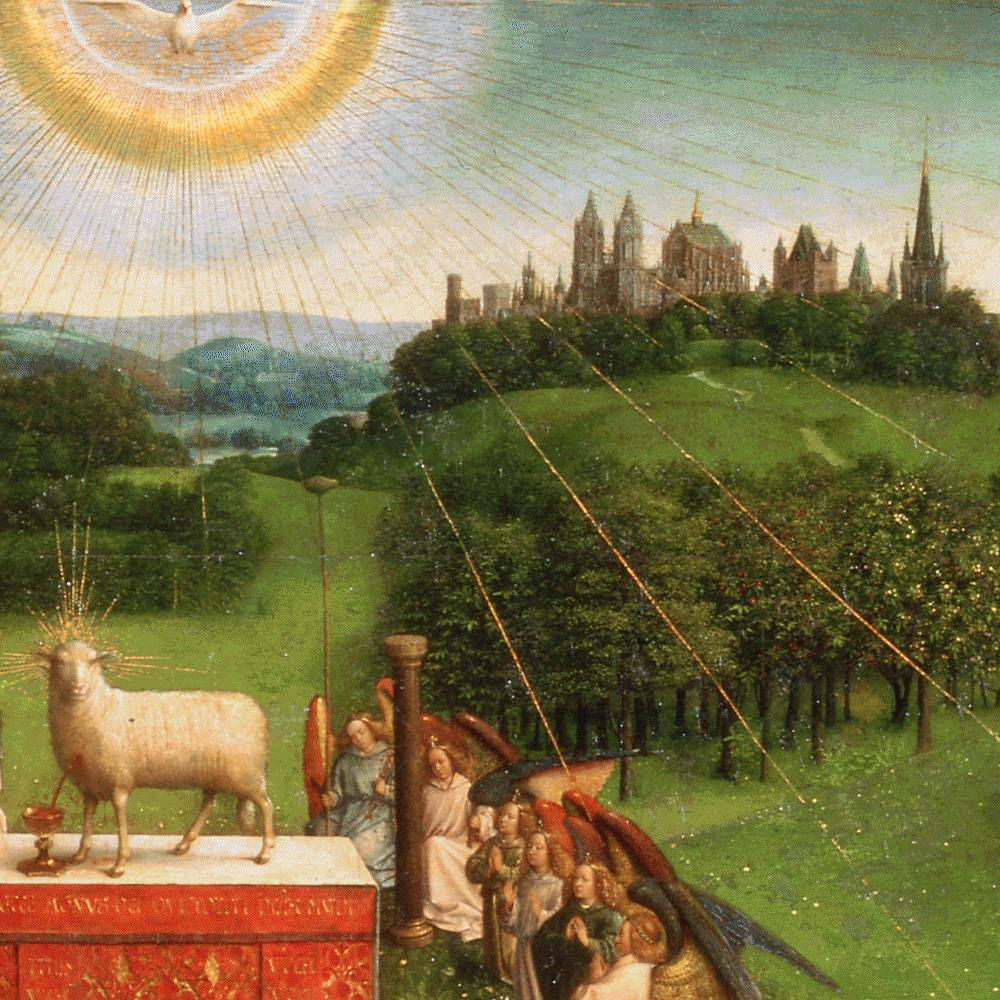
Perfil urbà similar al de Colònia (Alemanya) que fou totalment reconstruït el 1822
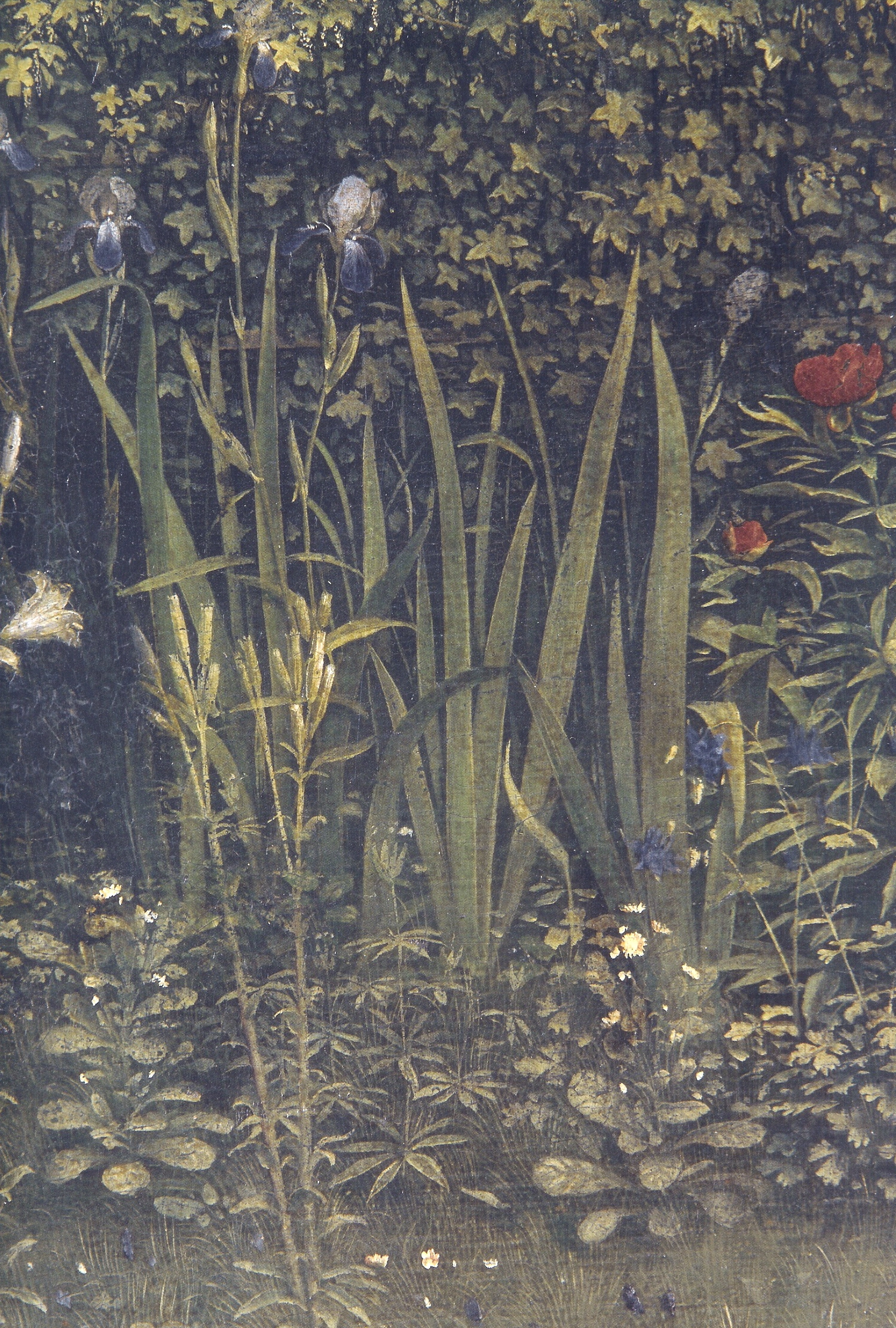
Poms d'iris i altres flors identificables
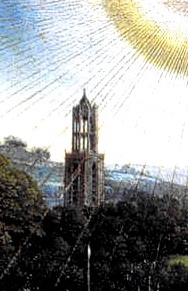
Torre de la Catedral d'Utrecht afegida el 1555 per Jan van Scorel

Alguns detalls, però, varen ser afegits o alterats durant les diverses restauracions de l'obra, com la torre de la Catedral d'Utrecht afegida el 1555 per Jan van Scorel en la seva restauració; Van Scorel era natural d'Utrecht i aquesta va ser una mena de signatura. També en una restauració, en aquest cas per arreglar el danys rebuts després de l'incendi de 1822, en el que li varen caure cendres calentes a sobre, es varen refer totalment els edificis que semblen representar la ciutat de Colònia i que es troben a la dreta de la part central, deixant-los en una tonalitat més grisosa que la resta d'edificacions de l'obra.

### Vista tancada

#### Anunciació

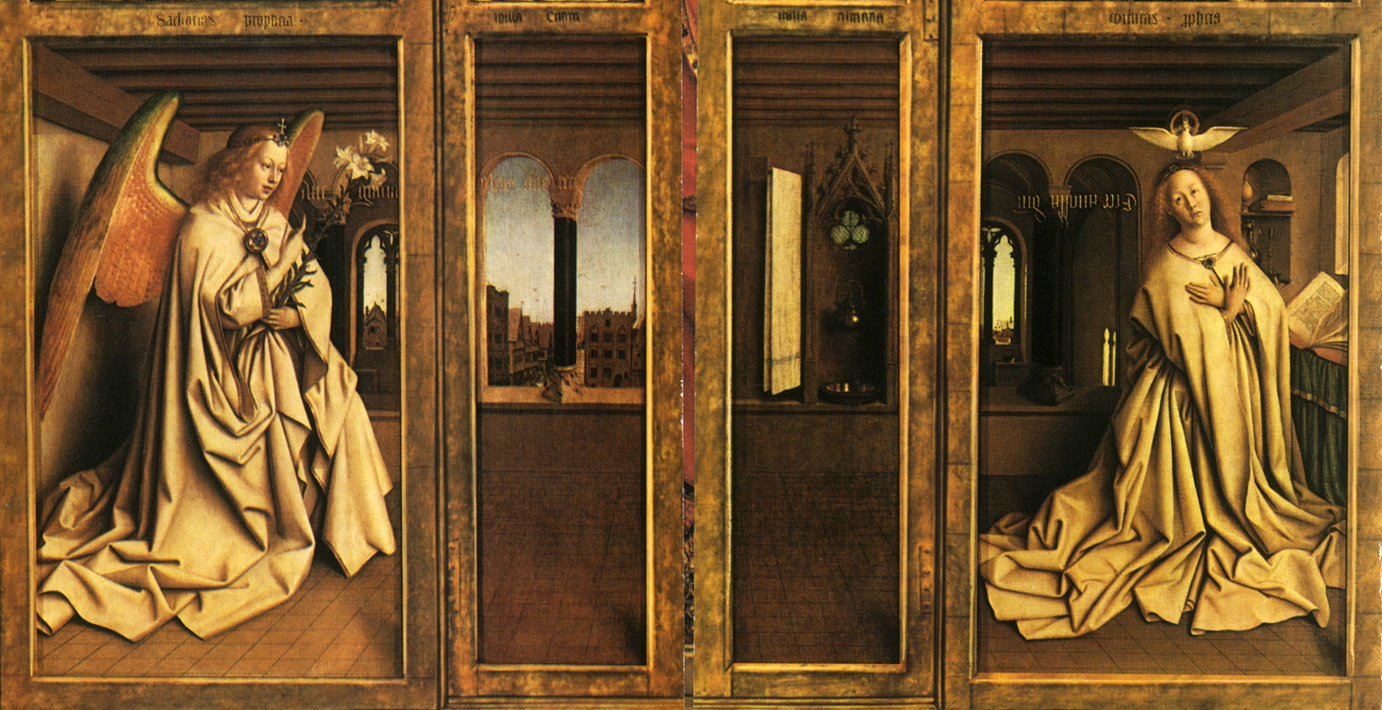
L'Arcàngel Gabriel i la Verge Maria

Els plafons de la caixa principal mostren l'Anunciació a través de quatre pintures. A l'esquerra es mostra el missatge de l'Arcàngel Gabriel, a la dreta la resposta donada per Maria que, com a l'Anunciació del mateix van Eyck, està escrita de cap per avall perquè Déu la pugui llegir. S'ha especulat sobre si el paisatge que es veu des de la finestra era la vista que hi havia des del lloc de treball de Van Eyck a Gant; això ens podria donar una idea d'on vivia o treballava.
L'autor presenta un emplaçament on es barreja una decoració romànica amb detalls gòtics que semblen ser portadors d'un significat especial i que estan presents en dos finestrals interiors. Pel de la dreta entren els raigs de sol que es reflecteixen sobre la paret, just davant l'anunciada, mentre que l'altre finestral està ubicat en un espai on hi ha una fornícula que allotja un aiguamans, símbol de la puresa de la Verge i l'utilitza en un espai interior d'una manera similar a les fonts de jardí que apareixen en espais exteriors. Aquests elements ja apareixien al tríptic de Mérode i cal interpretar una influència del Mestre de Flémalle en Van Eyck.

#### Els donants: Joos Vijd i Lysbette Borluut
|  |  |

El donant Joos (o Jodocus) Vijd era fill del cavaller Nikolaas Vijd († 1412), qui havia estat al servei del comte de Flandes, Lluís II. El successor i comte consort, Felip II de Borgonya, no va tenir bones relacions amb Vijd qui va ser acusat de malversar fons. El seu fill Joos va ser un comerciant amb una gran fortuna, que es casà amb Lysbette Borluut que era una rica hereva. La parella vivia en una casa davant l'actual catedral i no varen tenir fills. Va ser síndic electe l'any 1395 i el 1433 va ser nomenat burgmestre. L'any 1434 va haver de sufocar una revolta popular fent decapitar a set dels revoltats. Personalment mantenia una bona relació amb el duc Felip el Bo, net del comte Felip que havia acusat al seu pare, tot i que la ciutat de Gant era coneguda a Flandes per la seva rebel·lia. Això explica la presència del duc a la inauguració del políptic i el bateig del seu fill a Gant. Joos va morir el 1439 i es desconeix el seu lloc d'enterrament, si bé es creu que pot estar a la cripta de la catedral o a la cartoixa de Rooigem, al costat del seu pare. Lysbette va morir el 1443 i està enterrada amb la seva família al monestir dels Agustins de Gant.
Els seus retrats ocupen els panells exteriors de la caixa baixa quan el retaule està tancat. Durant el segle xv els retrats dels donants ocupaven un lloc privilegiat al costat de l'advocació principal, però en aquest cas, el desenvolupament de l'escena principal els ha situat a la part exterior, també amb la màxima majestuositat. Les imatges semblen estar pregant a les dues grisalles on apareixen sant Joan Baptista i sant Joan Evangelista.

#### Grisalles de sants
Entre les dues imatges del donants figuren unes grisalles amb Sant Joan Baptista i Sant Joan Evangelista; són com estàtues sobre peanyes, emmarcades en fornícules i que presenten una traceria gòtica. En el cas de la imatge de sant Joan Baptista, Van Eyck es podria haver inspirat en alguna escultura existent al mateix temple que ja tenia aquesta advocació al segle xv. La presència de sant Joan Evangelista al·ludeix a la seva Revelació, argument en el que està basat el tema central del políptic.

#### Llunetes superiors

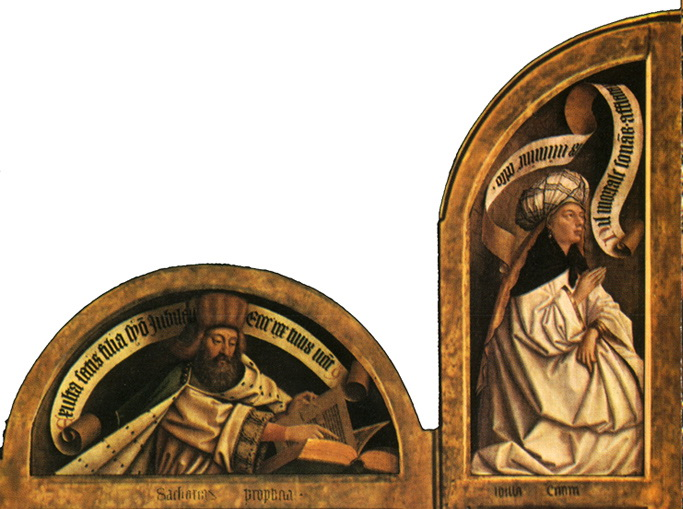
Zacaries i la Sibil·la Eritrea

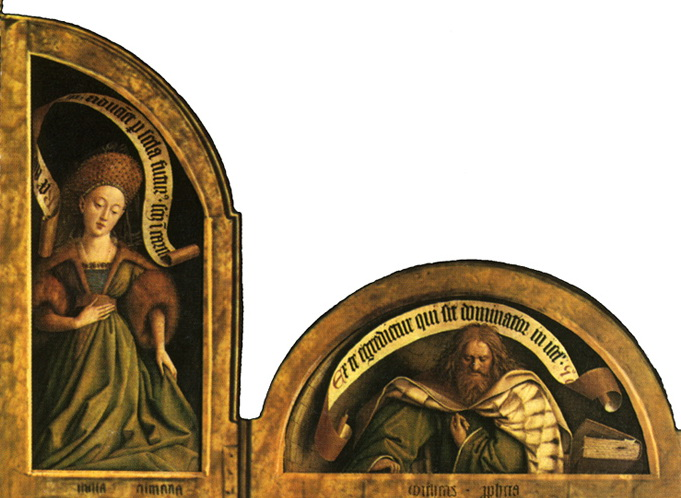
Sibil·la de Cumes i Miquees

A la fila superior hi ha quatre llunetes, més amples les dues dels extrems i allargassades i estretes les dues centrals. Les dues dels extrems estan situades sobre els panells de Gabriel i de la Mare de Déu, a l'escena de l'Anunciació, i les ocupen els profetes Zacaries i Miquees. Les llunetes interiors contenen les sibil·les d'Èritres i Cumes. Tots quatre personatges havien anunciat l'arribada de Crist a les seves profecies.
En el panell de l'esquerra, es mostra el profeta Zacaries que llegeix la Bíblia; hi ha una inscripció dins un filacteri que anuncia: «Alegra't molt, filla de Jerusalem, heus aquí que el rei vindrà en tu». Al seu costat, la Sibil·la Eritrea està en actitud orant. A la meitat dreta, hi ha la
Sibil·la de Cumes també mirant cap a la Mare de Déu; la seva imatge es creu que pertany a Isabel de Portugal i de Lancaster, esposa del duc Felip el Bo. El missatge que apareix al seu filacteri fa esment a l'«arribada d'un alt rei», en una referència ambigua a l'encarnació de Crist i, alhora, a l'arribada del seu propi fill, ja que la duquessa estava embarassada, com ho indica que la seva mà dreta està sobre el ventre. El fill naixeria el 1430, però va morir als catorze mesos.
A l'extrem dret hi ha la imatge del profeta Miquees que està mirant cap avall, cap a la Mare de Déu. L'acompanya el seu missatge profètic: «... però de tu sortirà el qui ha de governar Israel» ［Miquees 5,1］.